# História da Associação Chapecoense de Futebol
A Associação Chapecoense de Futebol foi fundado em 10 de maio de 1973, com o objetivo de restaurar o futebol na cidade de Chapecó. Sua origem está ligada ao fato de que, na década de 1970, a região possuía apenas alguns times amadores, sendo inexpressiva em relação ao futebol profissional. Com o propósito de reverter esta situação, alguns desportistas, jovens apaixonados pelo esporte, decidiram se reunir para criar um time de futebol profissional para a cidade. De maneira geral, pode-se dizer que a Chapecoense, posteriormente um dos mais bem-sucedidos do futebol catarinense, surgiu da união dos clubes Atlético Chapecoense e Independente.

## História

### Antecedentes (1919–1972)
O clube surgiu em uma época em que o futebol amador em Chapecó estava adormecido. O futebol em Chapecó começou em 1919, com o Club Passo Bormann Foot Ball. Em 1948, nasceu o Esporte Clube Chapecó, chamado de "Invencível". Por conta disso, em 1948, veio o rival, para fazer o clássico de Chapecó por muitos anos, o Independente Futebol Clube, intitulado "O mais querido". O Independente participou do Campeonato Catarinense em 1962. O clássico entre Independente e EC Chapecó foi denominado “Clássico Incha”. Tempos mais tarde, em 1961, surgiu o Atlético Clube Chapecoense que disputou cinco edições do Campeonato Catarinense (1961, 1962, 1964, 1965 e 1966). Alguns desportistas estavam decididos a reativar o futebol em Chapecó, fundando um novo clube. Até que no dia 10 de maio de 1973, na loja de confecção de Heitor Pasqualotto, ele, Alvadir Pelisser, Altair Zanella, Lotário Immich, Vicente Delai, torcedores do Independente e torcedores do Atlético Chapecoense, resolvem propor a fusão de dois antigos clubes, o Atlético Chapecoense e Independente. Assim nasceu a Associação Chapecoense de Futebol.

### Fundação (1973–1976)

O time da Chapecoense que conquistou o primeiro título da história do clube. Em pé: Bico Fino, Décio, Carlos Alberto, Janga, Cosme, Luiz Carlos, Zé Carlos e o roupeiro Juarez. Agachados: Wilsinho, Jorge, Valdir, Sergio Santos e Eluzardo.

A ideia da fusão dos antigos clubes da cidade agradou muitos e logo ganhou apoio de empresários da região, empolgados com Chapecó tendo um time que a representasse. Um dos principais foi Plínio de Nês, influente político que ofereceu apoio incondicional para erguer o novo clube. Em resumo, a Chapecoense começou a sua história com a ajuda de amantes do futebol de toda a região.
Em 1973, formou-se a primeira diretoria da Associação Chapecoense de Futebol, constituída pelos seguintes dirigentes:
- Presidente: Lotário Immich;
- Vice-Presidente: Gomercindo L. Putti;
- Secretário: Jair Antunes da Silva;
- 2º Secretário: Altair Zanela;
- Tesoureiro: Alvadir Pelisser;
- 2º Tesoureiro: Paulo Spagnolo;
- Diretor Esportivo: Vicente Delai; ainda com a participação de Jorge Ribeiro (Lili) e Moacir Fredo.

O primeiro time foi formado por jogadores da cidade de Chapecó, alguns até exerciam outras profissões além do futebol. A primeira formação do time era composta por Odair Martinelli (motorista da SAIC), Zeca (apelidado de "Calceteiro" por ser o responsável pela montagem das calçadas, funcionário da Prefeitura de Chapecó), Miguel (Cabo da PM/SC), Boca, Vilmar Grando, Celso Ferronato, Pacassa (José Maria), Orlandinho, Tarzan, Ubirajara (PM/SC), Beiço, Airton, Agenor, Plínio (de Seara), Jair, Raul, Xaxim e Casquinha (funcionário do BESC). Todos sempre acompanhados por Nilson Ducatti e pelos dirigentes. Alvadir Pelisser na época relatava:
| “ | Muitos não recebiam nada, iam ao campo com vontade e garra, uma vez que a arrecadação da Chapecoense era pequena. | ” |
|   | — Alvadir Pelisser.                                                                                               |   |

Os primeiros jogos foram realizados em um campo emprestado, em Xaxim, a 20km de Chapecó, enquanto o estádio era construído. O primeiro time profissional não demoraria para ser formado. Treinado por Gomercindo Luiz Putti, trazido a mando de Pasqualoto da cidade de Concórdia, e tendo como diretor de futebol Vicente Delai, a equipe era composta por Beiço, Schú, Zé Taglian, Bonassi, Pacasso, Minga, Casquinha, Albertinho, Caibí, Eneas e Zé.
Beto, jogador da equipe à época, relata o primeiro jogo como profissional:
| “ | Foi contra o São José de Porto Alegre, no campo do Colégio São Francisco, Chapecoense 1–0 São José, o segundo jogo foi realizado na cidade de Xaxim contra o Novo Hamburgo. | ” |
|   | — Beto. |   |

### Início glorioso e as primeiras conquistas (1977–2000)

A torcida da Chapecoense levou para o Estádio Regional Índio Condá uma faixa com os dizeres "Avaí, persona non grata!". O fato aconteceu durante a final do Campeonato Catarinense de Futebol de 1977.

Em 1977, após uma campanha com 46 jogos, 26 vitórias, 12 empates, 8 derrotas, 72 gols marcados contra 30 gols sofridos, a Chapecoense chega a final e vence o Avaí na final do Campeonato Catarinense de Futebol de 1977 pelo placar de 1–0 e comemora o primeiro título de sua história. Esta final ficou marcado por diversas curiosidades extra campo. O clima extra campo era pesado, o Avaí ficou hospedado em outra cidade temendo represálias. O narrador esportivo de Chapecó, Telles da Silva, convidou a imprensa da capital para um churrasco em sua residência. Ao chegar o meio-dia, ausentou-se pois teria que iniciar sua jornada esportiva. Na casa de Telles, a imprensa da capital ouvia sua transmissão. O jornalista e radialista Roberto Alves, de Florianópolis, relata como ele iniciou sua transmissão:
| “ | Senhoras e senhores, os "amarelos" da ilha estão na minha casa, comendo da minha comida, bebendo da minha bebida e falando mal de Chapecó! Eles tem ódio de Chapecó! | ” |
|   | — Telles da Silva, radialista Chapecoense. |   |

Com tal agitação, os torcedores da Chapecoense receberam a imprensa de Florianópolis com arcos e flechas sendo lançadas para todos os lados. A torcida também levou uma faixa com os dizeres: "Avaí, persona non grata!". Essa conquista proporcionou que em 1978 e 1979, o clube disputasse o Campeonato Brasileiro de Futebol, ficando na 51ª e 93ª posições, respectivamente.
A Chapecoense quase conquistou o bicampeonato catarinense na edição de 1978, mas o título ficou com o Joinville, após desistência do Avaí.[carece de fontes?] Esse foi considerado um dos títulos mais polêmicos de Santa Catarina. Na edição de 1991, o bicampeonato escapou novamente diante do Criciúma, quando a equipe perdeu por 1 a 0 a final no Estádio Heriberto Hülse. No ano de 1995, a Chapecoense novamente chega a final, e no primeiro jogo vence o Criciúma por 2 a 1 no Estádio Regional Índio Condá. O jogo de volta no Heriberto Hülse foi polêmico e confuso, com a Chapecoense tendo três jogadores expulsos e o Criciúma tendo 2 jogadores expulsos e levando 7 cartões amarelos. No tempo normal, derrota por 1 a 0 e na prorrogação empate em 0 a 0. Como o regulamento não considerava saldo de gol, o Criciúma ficou novamente com o título.

#### O Foguetório de 1996

Torcedores e dirigentes da Chapecoense comemorando o título estadual de 1996.

Na véspera da final do Campeonato Catarinense de 1996, marcada para o dia 13 de julho, o Joinville ficou hospedado no melhor hotel do Oeste Catarinense na época, o Hotel Bertaso, que ficava bem no centro da cidade de Chapecó. Durante a noite, um grupo de torcedores da Chapecoense ficou soltando fogos perto do hotel. A polícia foi chamada, dava uma volta próximo do local e, quando ia embora, os fogos retornavam. Na manhã seguinte, o então presidente do Joinville, Vilson Florêncio, decidiu deixar Chapecó e não ir a campo, pelas condições emocionais do time e por temer pela segurança física dos seus atletas. O árbitro Dalmo Bozzano, então, declarou a Chapecoense vencedora por W.O.
O Joinville recorreu da decisão do árbitro e pediu um novo jogo, em campo neutro. Depois de batalhas judiciais, uma nova decisão foi marcada para o dia 18 de dezembro. No entanto, o duelo ocorreu no Oeste do Estado. A Chape havia perdido o primeiro jogo por 2 a 0 e precisava vencer para levar a decisão para a prorrogação. Fez 1 a 0 no tempo normal, com Marquito, e chegou aos 2 a 0 na prorrogação, com Gilmar Fontana, e ficou com a taça.
Foram 26 partidas, com quinze vitórias, seis empates e somente cinco derrotas. Na final, a Chapecoense perdeu a primeira partida por 2 a 0 em Joinville, no dia 6 de julho. O título só foi definido em 18 de dezembro, quando o Verdão venceu por 1 a 0 no tempo normal, e novamente por 1 a 0 na prorrogação.

### Decadência e a crise (2001–2006)
Nos anos posteriores a Chapecoense passou por uma grande crise. O auge foi no Campeonato Catarinense de Futebol de 2001, quando a equipe ficou na última colocação e teve que disputar uma seletiva no ano seguinte para poder voltar à elite do futebol catarinense. A final da seletiva foi contra o Kindermann, de Caçador. O empate por 1 a 1 no tempo normal e 1 a 1 na prorrogação deram o acesso a Chapecoense.
Em 2003, por causa de dívidas irresgatáveis, a Associação Chapecoense de Futebol passou a chamar-se Associação Chapecoense Kindermann/Mastervet. O clube usou um velho artifício, amparado pela legislação brasileira, de mudança de personalidade jurídica. Preservou-se a identidade do futebol como produto mercadológico. Além disso, o "novo" clube livrou-se das dívidas monstruosas acumuladas ao longo dos anos. A parceria durou só até 2004, mas foi a base para o ressurgimento da Chapecoense no cenário estadual.
Após novos tropeços, em 2005, uma nova direção comandada por diversos empresários e políticos do município, assumiu a Chapecoense com o objetivo de reerguer o clube. Gestões anteriores geraram uma dívida acumulada de R$1,5 milhão que deixou a Chapecoense à beira da falência, e os novos donos decidiram resolver destinando 30% de toda a arrecadação da equipe para pagamentos. Em 2006, com Agenor Piccinin no comando técnico, o Verdão conquistou no segundo semestre a Copa Santa Catarina de 2006, preparando o time para o ano seguinte.[carece de fontes?]

### Tricampeonato estadual e o acesso à Série C (2007–2009)
Em 2007, mesmo novamente desacreditada, a Chapecoense voltou a conquistar o Campeonato Catarinense de Futebol. Com uma campanha irrepreensível, o time chegou a final contra o Criciúma, vencendo o jogo de ida por 1 a 0 e empatando em 2 a 2 na cidade de Criciúma, levando seu terceiro título estadual.
No ano de 2009, o time disputou o Campeonato Catarinense ficando com o vice-campeonato, perdendo o título para o Avaí. Após o término do Campeonato Catarinense a Chapecoense inicia o preparo para a Série D do Campeonato Brasileiro. Com algumas contratações e vendas a Chapecoense chega ao início do campeonato como a favorita do Grupo A9 que contavam com os times do Londrina, Ypiranga de Erechim e Naviraiense, além da própria Chapecoense.
A estreia foi fora de casa contra o Ypiranga em Erechim, o jogo terminou em 0–0. O jogo de estreia em casa foi contra o Londrina, o time venceu por 2–0. Viagem longa para Naviraí e vitória estrondosa por 3–0. A Naviraiense veio a Chapecó e mais uma vez foi derrotada por 3–0 e o jogo nem chegou a terminar pois a Naviraiense teve 4 expulsos e um contundido, como já tinha feito as 3 substituições o jogo terminou aos 25 minutos do 2° tempo. A Chapecoense já estava classificada a 2° fase quando perdeu de 2–1 para o Londrina fora de casa. No último jogo da 1° fase o Ypiranga visita a Chapecoense precisando ganhar para se classificar e a Chapecoense só precisava de um empate para se garantir em 1° no grupo. O jogo foi truncado e debaixo de chuva. O partida terminou em 4–3 para a Chapecoense dando o 1° lugar ao time e a eliminação ao time de Erechim.
Na segunda fase o time foi para Curitiba e fez o seu dever ganhando do Corinthians Paranaense por 3–0 deixando assim uma folga para o 2° jogo. No jogo em casa a Chapecoense somente administrou o 1° resultado e empatou o jogo em 0–0 para se classificar e pegar novamente o Londrina.
Com a classificação assegurada em cima do Londrina, a Chapecoense pegou o Araguaia AC, tendo que viajar mais de 25 horas de ônibus, o time venceu por 2–1. No jogo em casa o time perde a invencibilidade pela derrota de 1–0 debaixo de muita chuva, mesmo assim se classificando por causa do gol fora de casa.
Na fase final, a Chapecoense enfrentou o Macaé, no Maracanã, o time perdeu por 2–0. No jogo de volta venceu pelo placar de 3–2 mas não se classificou para a final. Porém, já estava com a vaga assegurada para a Série C do ano seguinte.

### Tetracampeonato estadual e o acesso à Série B (2010–2012)
Em 2010, o clube foi rebaixado da primeira divisão do campeonato estadual, porém, foi mantido na primeira divisão, após o Atlético de Ibirama pedir licenciamento do futebol profissional, ocasionando assim o rebaixamento do time de Ibirama, junto com o Juventus de Jaraguá, último colocado da competição. Na Série C daquele ano o time foi classificado para as quartas de final inacreditavelmente. O time era líder, mas perdeu a liderança e terminou a sua participação na competição em 2º, só que ainda havia uma rodada a se realizar e o único resultado que daria a classificação ao time do oeste era o empate entre Caxias e Brasil de Pelotas e o resultado foi 0–0. Nas quartas de final, o time foi eliminado para o Ituiutaba, empatando por 1–1 em casa e 0–0 fora, sendo que valia o critério de gols fora.
No ano de 2011, com o comando do técnico Mauro Ovelha o time desbancou todos os favoritos e conseguiu o seu quarto título estadual, com uma campanha que surpreendeu até o torcedor mais animado. Com o título, a Chapecoense chegou como favorita a conquista da Série C. Na primeira fase conseguiu a primeira colocação no grupo D com alguns altos e baixos na competição, num grupo que ainda contava com Joinville, Caxias, Santo André e Brasil de Pelotas. Na segunda fase o time teve uma péssima campanha terminando em terceiro lugar, perdendo duas das três partidas que disputou em casa, assim sendo eliminado.
Em 2012, o time disputou a Copa do Brasil, já que foi campeã catarinense de 2011. Na primeira fase encarou o São Mateus, do Espírito Santo. No jogo de ida derrota por 2 a 1. No jogo de volta, vitória por 3 a 1 e classificação para a segunda fase para enfrentar o Cruzeiro. Na primeira partida, com a Arena Condá lotada, a Chapecoense saiu na frente com gol do zagueiro Souza, mas no segundo tempo, permitiu o empate cruzeirense. Já na volta, o time catarinense estava surpreendendo a todos com um ótimo primeiro tempo, que acabou resultando no gol do zagueiro Fabiano, mas o time deu uma cochilada e o Cruzeiro empatou, empate que mudaria a cara do time mineiro para o segundo tempo, onde virou o jogo para 4 a 1.
Após a boa campanha feita no Campeonato Catarinense terminando na 3ª colocação, começou o Campeonato Brasileiro Série C de 2012 motivada. Em meio a muitos jogos terminou a primeira fase na 3ª colocação do Grupo B. Na segunda fase jogou contra o Luverdense, sediado na cidade de Lucas do Rio Verde. O primeiro jogo foi em Chapecó, e com o apoio da torcida a Chapecoense venceu por 3–0 e encaminhou sua classificação para a Série B de 2013. A segunda partida foi um jogo muito tenso, e com um pênalti no final da partida a equipe do Luverdense que consegue ganhar a partida por 1–0. Porém foi pouco, a classificação para a semifinal e o acesso ao Campeonato Brasileiro da Série B de 2013 ficou com a Chapecoense. Houve muita festa em Chapecó por poder considerar a equipe uma das 40 melhores do Brasil.

### Acesso à Série A (2013)
No começo da Série B de 2013, ninguém apostava que a Chapecoense estivesse entre as quatro equipes promovidas à Série A. As coisas mudaram com uma campanha quase perfeita após oito rodadas, com um aproveitamento de 83,3%, e a liderança do campeonato. Isso animou o time a mudar de planos. Ficar na Série B já não era suficiente. Na 36º rodada do campeonato a Chapecoense fez história e conseguiu chegar à Primeira Divisão do futebol nacional, depois de empatar com o Bragantino em 1 a 1. A torcida e time da Chapecoense já haviam comemorado o acesso na vitória contra o Paraná, por 1 a 0, na terça-feira. Na quarta-feira também teve festa em Chapecó, na chegada da delegação. Mas ainda faltava a confirmação matemática, que veio no jogo contra o Bragantino.
No primeiro tempo, na cobrança de Danilinho, Bruno Rangel subiu mais que todo mundo e cabeceou para a rede, chegando a 31 gols na Série B. No segundo tempo o Bragantino voltou disposto a estragar a festa. Aos oito minutos, Lincon empatou a partida. Numa cobrança de falta Rodrigo Gral não fez gol da vitória por poucos centímetros, pois a bola foi para fora. Mas o resultado era o suficiente para iniciar a comemoração em Chapecó. Com 38 jogos, 20 vitórias, 12 empates e apenas 6 derrotas, a Chapecoense fazia um dos maiores feitos de sua história: o acesso a principal divisão do futebol nacional.

### Permanência na Série A e primeira partida internacional (2014–2015)
No ano de 2014, a Chapecoense começa como um dos favoritos para o título catarinense. Depois de 9 partidas, 4 vitórias, 3 empates e 2 derrotas, a Chapecoense não consegue a classificação para o quadrangular final, tendo que disputar o hexagonal do rebaixamento, conforme regras da competição. Foram 10 partidas, 6 vitórias, 2 empates e 2 derrotas, a Chapecoense acaba na primeira colocação do hexagonal.
Como a Chapecoense havia sido vice-campeã catarinense no ano anterior, conquistou o direito de disputar a Copa do Brasil de 2014. Na primeira fase, foi até Rio Branco jogar contra o Rio Branco-AC e ganhou pelo placar de 2–0, eliminado o jogo de volta em Chapecó. Na segunda fase, o time enfrentaria o Ceará. No primeiro jogo em Fortaleza, o time da casa vence por 2–1. Em Chapecó, a Chapecoense não consegue bater o adversário e arranca um empate e, novamente, é eliminada na segunda fase da competição.
Alguns meses depois, finalmente faz a sua estreia no Campeonato Brasileiro de Futebol. O objetivo principal da equipe era se manter na primeira divisão do futebol nacional, já que era sua primeira participação. Após as 38 rodadas com 11 vitórias, 10 empates e 17 derrotas, a Chapecoense conclui seu objetivo, ficando na 15º posição e garantindo presença na Série A de 2015. Uma dessas vitórias, teve muita repercussão na impressa nacional, a goleada da Chapecoense sobre o Internacional por 5–0.
Em 2015, começa o Campeonato Catarinense novamente como favorita, e confirma o favoritismo ficando na primeira colocação e classificando-se para o Hexagonal Final. Na segunda fase, acaba ficando na terceira posição e acaba perdendo a vaga na final para o Joinville e o Figueirense.
Como a Chapecoense havia ficado em primeiro lugar na primeira fase do Campeonato Catarinense, teve vaga assegurada na Copa do Brasil de Futebol de 2015. Primeira fase, viaja até o Tocantins e ganha do Interporto por 5–2, eliminado o jogo da volta. Novamente, assim como em 2014, é eliminada na segunda fase nos pênaltis pelo Sport. A eliminação na Copa do Brasil fez com que a Chapecoense garantisse vaga na Copa Sul-Americana de 2015 como melhor colocada no Campeonato Brasileiro do ano anterior.
No Campeonato Brasileiro, a Chapecoense manteve um rendimento parecido com a do ano de 2014, foram 11 vitórias, 10 empates e 17 derrotas. Inclusive, novamente, teve destaque na imprensa nacional, a goleada feita frente ao Palmeiras por 5–1.
Com a classificação na Copa Sul-Americana, o clube tinha a chance de realizar um dos sonhos da sua torcida: a primeira partida internacional. Na primeira fase, a Chapecoense encarou a Ponte Preta. Em Campinas, empate em 1–1. Já em Chapecó, a Chapecoense fez valer o mando de campo e vence por 3–0, classificando para a fase internacional da Copa Sul-Americana. Nas oitavas-de-final, a Chapecoense enfrentou o Libertad do Paraguai. Na primeira partida em Assunção, a Chapecoense fez uma ótima partida arrancando um empate em 1–1 mesmo com um jogador a menos. O primeiro jogador a marcar internacionalmente pela Chapecoense foi o meio-campo Camilo. No jogo da volta, com muita festa da torcida em Chapecó, a Chape começa perdendo logo no início do jogo, mas se recupera e empata. Fim de jogo. Disputa nos pênaltis, e o uruguaio Hernán Rodrigo López, erra o primeiro pênalti.
Assim, a Chapecoense chega as quartas-de-final contra o River Plate. No dia 21 de outubro de 2015 no Estádio Monumental de Núñez, a Chapecoense faz um jogo histórico e um dos principais da sua história, enfrentando o campeão da Copa Libertadores da América de 2015, Copa Sul-Americana de 2014 e Recopa Sul-Americana de 2015. Com 55 mil torcedores, pressão e forte adversário, a Chapecoense acaba derrotada pelo placar de 3–1. Os gols do River foram marcados por Sánchez aos 19' do primeiro e 41' do segundo tempo e por Pisculichi aos 17' do primeiro tempo. Pela Chape, Maranhão marcou aos 36' do primeiro tempo. Na partida de volta, uma semana depois, a Chape venceu o River por 2 a 1 na Arena Condá. Tendo que ganhar por 2–0 para se classificar as semifinais, a Chape toma iniciativa e abre o placar, Bruno Rangel aos 20' do primeiro tempo. Com o gol, a Chape parte para cima, cria boas chances, mas é o River quem chega ao gol, Sánchez aos 45' do primeiro tempo. No segundo tempo, a Chapecoense deveria fazer 2 gols para que o jogo fosse para as penalidades. Bruno Rangel, novamente, aos 7' do segundo tempo, faz 2-1 para a Chape. Com forte pressão da Chapecoense e várias jogadas de gol, o River se defendia, até que nos 43' do segundo tempo Tiago Luis cabeceia e manda a bola no travessão. Fim de jogo.
Com o placar agregado de 4–3, permitiu que o River Plate avançasse às semifinais da competição. Após a partida, a torcida aplaudiu os jogadores pelo empenho e pela vitória, apesar da eliminação. Apesar da eliminação da Chapecoense na Copa Sul-Americana, a imprensa nacional e Argentina elogiaram muito a atuação da Chapecoense. Um dos jornais mais famosos da Argentina, o Diário Olé, publicou que a Sorte teria ajudado o time argentino, diante da boa atuação da equipe Catarinense. Já o site globoesporte.com publicou: "O futebol nem sempre é merecimento. Pela luta e garra, a Chapecoense poderia ter obtido um resultado melhor contra o River Plate".

### Primeira equipe catarinense em uma final internacional (2016)

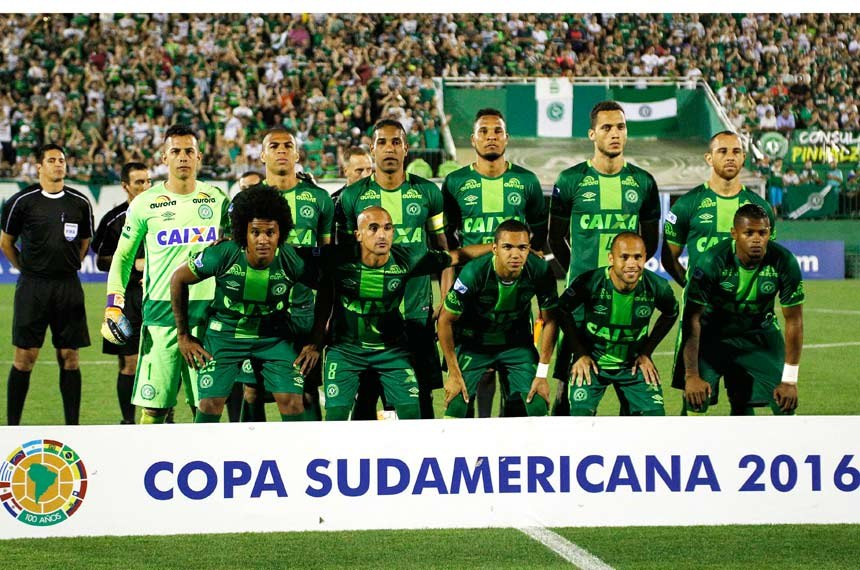
O time da Chapecoense finalista da Copa Sul-Americana.

No primeiro semestre, a Chapecoense teria pela frente o Campeonato Catarinense de Futebol de 2016. No primeiro turno da competição, a Chape sagrou-se campeã com 7 vitórias, 2 empates e nenhuma derrota. Tal campanha, deu a oportunidade para a equipe disputar a final do Campeonato Catarinense. No segundo turno, o time teve um desempenho mediano, ficando na modesta 4º colocação, foram 4 vitórias, 2 empates e 3 derrotas. Na fase final, teria como adversário o Joinville, campeão do segundo turno. O primeiro jogo da final ocorreu na Arena Joinville no dia 1 de maio, a Chapecoense venceu a partida por 1–0 com gol de Ananias. Uma semana após a primeira partida, na Arena Condá, jogou-se a partida final. O Joinville saiu na frente com gol de Diego Felipe, mas aos 23' do segundo tempo, o maior artilheiro da história da Chapecoense, Bruno Rangel, empata o jogo e dá o título a Chapecoense. Esta foi a 5º conquista estadual da Chapecoense.
No segundo semestre, a Chapecoense começou sendo desclassificada da Copa do Brasil de 2016 pelo Atlético Paranaense. No Campeonato Brasileiro de Futebol, a Chapecoense conquistou a sua melhor colocação desde a primeira participação em 1978. Em 37 jogos foram 13 vitórias, 13 empates e 11 derrotas, terminando na 11° colocação.
Após ser eliminada na Copa do Brasil, a Chapecoense ganhou a oportunidade de disputar a Copa Sul-Americana pela segunda vez. Na fase nacional, a Chapecoense enfrentou o Cuiabá. A primeira partida foi em Cuiabá, e a Chape acaba sendo derrotada por 1–0. No jogo da volta, a Chapecoense mostra sua superioridade e vence a partida por 3–1 com gols de Bruno Rangel (2) e Lucas Gomes. Assim como em 2015, a Chapecoense encararia na segunda fase, um dos maiores clubes da Argentina, o Independiente. Após dois empates em 0–0 no Estádio Libertadores de América e na Arena Condá, a partida teve que ser decidida nos pênaltis. Foram 8 cobranças por parte do Independiente e 4 defesas do goleiro Danilo, assim classificando a Chapecoense a próxima fase. Na fase seguinte, começou em desvantagem após ser derrotado no Estádio Metropolitano Roberto Meléndez por 1–0, a favor do Junior de Barranquilla. Em casa, fez valer o mando de campo, vitória estrondosa por 3–0, os gols foram de Thiego, Gil e Ananias. Na semifinal, mais um dos gigantes argentinos, agora seria o San Lorenzo. A primeira partida foi em Buenos Aires, após uma partida de muita intensidade, a Chapecoense segura a pressão e consegue um sofrido empate em 1–1. Na Arena Condá, a Chapecoense administrou a partida e fez valer a regra do "gol fora". Um simples empate em 0–0 foi o suficiente para levar a equipe verde e branca a final. O time adversário na final da Copa Sul-americana seria o Atlético Nacional, a primeira partida seria no estádio Atanasio Girardot e a segunda no estádio Couto Pereira.

### Tragédia na Colômbia (2016)
Para o deslocamento até a cidade de Medellin, onde seria disputada a primeira partida da final da Copa Sul-Americana de 2016, a equipe iria de Guarulhos para Santa Cruz de la Sierra a bordo de um voo comercial, depois seguiria de Santa Cruz de la Sierra até Medellin a bordo de um voo fretado pela companhia aérea boliviana LaMia. Porém, às 22:15 (UTC) do dia 28 de novembro de 2016, a aeronave de registro CP-2933 acidentou-se enquanto efetuava a aproximação para pouso no Aeroporto Internacional José María Córdova, próximo ao local conhecido como Monte Gordo, com 77 pessoas a bordo, incluindo jogadores, dirigentes e comissão técnica da Chapecoense, além de jornalistas. As operações de resgate iniciaram-se imediatamente após o acidente, porém, logo no início da manhã, foi informado pelas equipes de resgate que 71 pessoas haviam morrido. Apenas seis pessoas sobreviveram: os jogadores Alan Ruschel, Jakson Follmann e Neto, o jornalista Rafael Henzel, e os tripulantes Erwin Tumiri e Ximena Suarez.
Segundo as investigações preliminares, o acidente teria sido causado por uma pane seca, quando há falta de combustível nos tanques para serem bombeados aos motores, causando a parada dos mesmos. A pane seca teria sido causada pelo planejamento incorreto do voo, já que a autonomia da aeronave era para 3000 quilômetros, enquanto o trajeto tinha 2 975 quilômetros, tendo uma margem de apenas 25 quilômetros, considerada baixíssima na aviação.

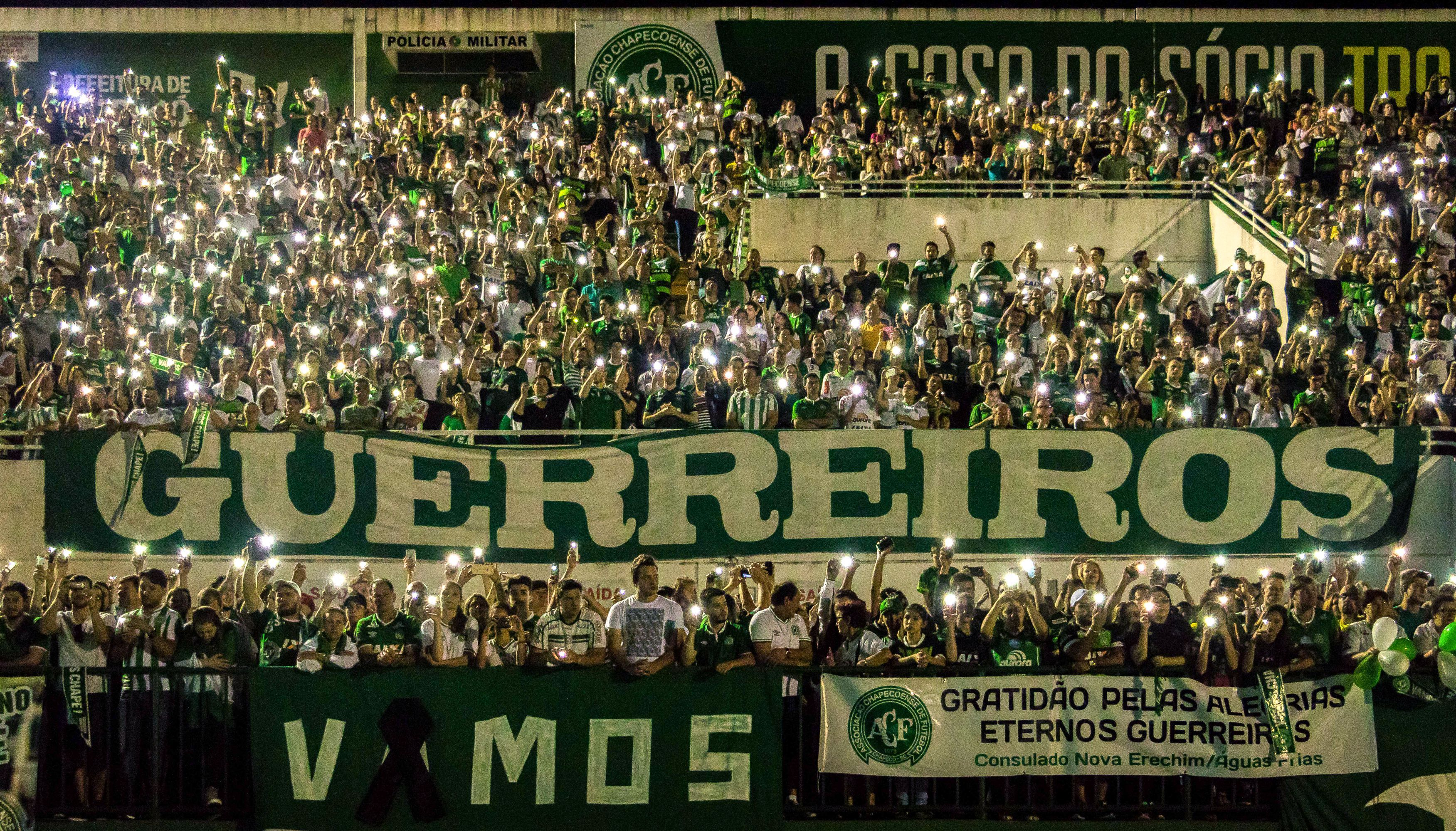
Tributo pelas vítimas do Voo 2933 na Arena Condá.

O acidente causou comoção nacional e internacional. Grandes equipes, como Real Madrid, Santos e Barcelona, respeitaram um minuto de silêncio antes dos seus respectivos treinos no dia 29 de novembro. A Confederação Sul-Americana de Futebol (CONMEBOL) cancelou a final da Copa Sul-Americana de 2016. A Confederação Brasileira de Futebol adiou por uma semana a segunda partida da final da Copa do Brasil e a última rodada do Campeonato Brasileiro. O presidente do Brasil Michel Temer decretou luto oficial no Brasil de três dias logo após a notícia do acidente. Por todo o mundo, os principais jornais imediatamente repercutiram o acidente, bem como as principais redes de notícia de todos os países; logo redes como CNN e BBC e jornais como The New York Times, El País e Le Monde passaram a cobrir a tragédia. Já na manhã do dia 29, as redes sociais da mesma forma exibiram reações que de forma unânime manifestavam apoio às vítimas da tragédia. Em suas contas pelo Twitter, os atletas Pelé, Maradona, Messi e Neymar Jr., entre muitos outros, manifestaram pesar e solidariedade; os times de futebol de todo o mundo também usaram este meio para expressar o luto e apoio ao time brasileiro e às famílias das vítimas, além de suas páginas oficiais. Logo hashtags como "#forçachape" ou "#fuerzachape" se tornaram as trending topics em todo o mundo e o vídeo que exibia a equipe rezando unida tornou-se o mais compartilhado. A equipe contra quem jogaria a Chapecoense, Atlético Nacional, imediatamente também manifestou sua solidariedade e a intenção de ceder o título ao adversário vitimado. No mesmo dia do acidente, dirigentes do Atlético Nacional enviaram um pedido formal à CONMEBOL pedindo que o título da Copa Sul-Americana de 2016 fosse entregue para a Chapecoense:
| “ | O Atlético Nacional pede para a Conmebol que o título da Copa Sul-Americana seja entregue à Associação Chapecoense de Futebol como louro honorário pela sua grande perda e em homenagem póstuma às vítimas do fatal acidente que deixa o nosso esporte de luto. Da nossa parte, e para sempre, a Chapecoense é a campeã da Copa Sul-Americana. | ” |
|   | — Atlético Nacional da Colombia, 02 de dezembro 2016. |   |

No dia 30 de novembro, no horário que seria disputada a Final da Copa Sul-Americana, o canal Fox Sports 1 entrou em silêncio no período que estava reservado para a transmissão do jogo. A tela ficou toda preta em sinal de luto, com a hashtag #90minutosdesilencio e um cronômetro para marcar o tempo que a cobertura da partida duraria. No Twitter um usuário simulou uma partida intitulada "Final dos sonhos" e o assunto ficou entre um dos mais comentados nos trending topics na rede. Neste mesmo dia, no Estádio Atanasio Girardot, a equipe do Atlético Nacional organizou uma homenagem aos mortos no acidente, no mesmo horário em que seria disputada a partida de ida da final.
Em 5 de dezembro, os dirigentes da CONMEBOL reuniram-se por teleconferência e decidiram declarar a Chapecoense campeã da Copa Sul-Americana de 2016. Além do título, a equipe conquistou uma vaga na Copa Libertadores da América de 2017 e irá disputar o título da Recopa Sul-Americana de 2017 contra o próprio Atlético Nacional, que conquistara a Copa Libertadores da América de 2016.

### Reconstrução (2016–2018)

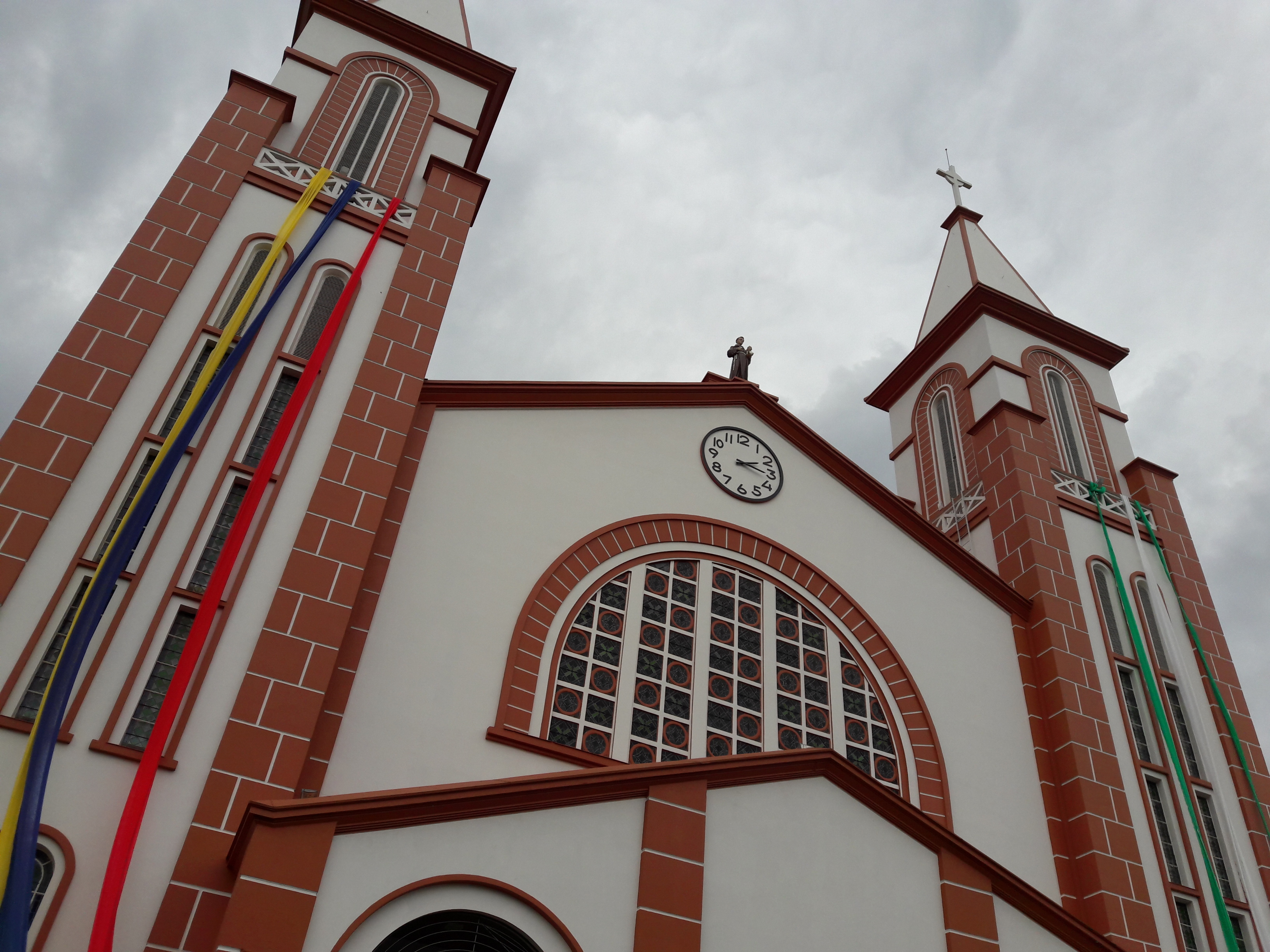
Catedral Santo Antônio de Chapecó, enfeitada com as cores da Chapecoense e da Colômbia para a final da Recopa Sul-Americana.

Duas semanas após o acidente, a equipe da Chapecoense iniciou os esforços de reconstrução do clube, obtendo jogadores diversos clubes brasileiros, que emprestaram ou negociaram os atletas. Entre os novos jogadores, estão o goleiro Elias, emprestado pelo Juventude, o zagueiro Douglas Grolli, emprestado pelo Cruzeiro, e o atacante Rossi, vendido pelo Goiás, além da contratação do técnico Vagner Mancini. No início de 2017, eram 15 os reforços contratados pela Chapecoense.
No dia 7 de março de 2017, a Chapecoense fez a sua estreia na Copa Libertadores da América, vencendo fora de casa a equipe do Zulia por 2–1 com gols de Reinaldo e Luiz Antônio. A Chapecoense caiu no grupo 7, juntamente com o Nacional do Uruguai, Lanús da Argentina e Zulia da Venezuela. Acabou eliminada na fase de grupos após 2 vitórias, 1 empate, 3 derrotas, 6 gols marcados e 12 sofridos. Houve uma polêmica envolvendo o clube pela escalação de um jogador irregular na vitória de 2–1 contra Lanús. O clube foi punido com uma derrota de 3x0 (W.O) e acabou sendo eliminada. Após a eliminação na Copa Libertadores, foi transferida para a Copa Sul-Americana de 2017 por ter ficado na 3º colocação em seu grupo. Pela segunda fase da competição, enfrentou o Defensa y Justicia. Em Florencio Varela perdeu por 1–0. Na volta, em Chapecó, devolveu o placar e conseguiu a classificação nos pênaltis. Nas oitavas-de-final, foi eliminado pelo Flamengo após empatar por 0–0 em Chapecó e perder por 4–0 no Rio de Janeiro.
Em 7 de maio, se tornou pela primeira vez bicampeã do Campeonato Catarinense. Após conquistar o returno do Campeonato Catarinense de 2017, a Taça Sandro Pallaoro, ganhou a oportunidade de disputar a final contra o Avaí que foi campeão do turno. No jogo de ida, na Ressacada, a Chapecoense vence por 1–0. No jogo da volta, na Arena Condá, o Avaí devolve o placar. Como a Chapecoense tinha a melhor campanha na classificação geral, o empate dava o título a equipe de Chapecó.
Após eliminações na Primeira Liga e na Copa do Brasil para o Cruzeiro, a Chapecoense voltou suas atenções para duas finais internacionais: a Recopa Sul-Americana de 2017 e a Copa Suruga Bank de 2017. Na Recopa, a Chapecoense ganhou a primeira partida realizada na Arena Condá por 2–1. Houve uma série de homenagens ao Atlético Nacional, o Show da Gratidão organizado pela Chapecoense junto a Prefeitura de Chapecó. No jogo de volta, a Chapecoense acaba perdendo por 4–1, ficando com o vice campeonato. Na Copa Suruga, a Chapecoense acaba perdendo por 1–0 para o Urawa Red Diamonds com um gol irregular da equipe adversária.
A Chapecoense também participou da 52ª edição do Troféu Joan Gamper a convite do Barcelona. O jogo ocorreu no dia 7 de agosto no estádio Camp Nou em Barcelona. O Barcelona ganhou a partida por 5–0. Gerard Deulofeu, Sergio Busquets, Lionel Messi, Luis Suárez e Denis Suárez marcaram para a equipe catalã. A partida marcou a reestreia do sobrevivente Alan Ruschel aos gramados.
No Campeonato Brasileiro, a equipe continuou colecionando recordes, realizando sua melhor campanha, terminando a competição em 8º lugar e garantindo uma vaga para a Copa Libertadores de 2018, tornando-se a primeira equipe catarinense com mais de uma participação na competição internacional e a lograr classificação via Campeonato Brasileiro. A equipe ainda foi campeã do segundo turno do campeonato, conquistando o Troféu João Saldanha de 2017, sendo a primeira equipe fora do G-12 a conseguir tal feito. Em 16 de janeiro de 2018, foi indicada ao Prêmio Laureus em duas categorias: Retorno do Ano e Melhor Momento Esportivo. Em 27 de fevereiro de 2018, ganhou o Laureus de Melhor Momento Esportivo, pela entrada em campo dos sobreviventes da tragédia..
Já no ano de 2018, a Chapecoense passou por momentos difíceis durante as competições. No Campeonato Catarinense de 2018, dominou a competição desde a primeira rodada, mas na final, acabou perdendo para o Figueirense por 2 a 0 em plena Arena Condá. Na Copa do Brasil de 2018, acabou sendo eliminada pelo Corinthians, mesmo com a eliminação, conseguiu a sua melhor campanha na competição chegando as Quartas de finais. Na segunda participação da equipe na Copa Libertadores da América, acabou sendo eliminada na segunda fase pelo Nacional, do Uruguai, por 2 a 0 no agregado. O clube uruguaio fez 1 a 0, na Arenda Condá, e repetiu o placar no Estádio Gran Parque Central. No Brasileirão 2018, a Chapecoense teve um dos anos mais difíceis desde a sua chegada na elite nacional. Após 37 rodadas, a Chapecoense chegou a última rodada tendo que ganhar do São Paulo para se manter na elite. Com recorde de público e lotação máxima, 19.992 pessoas viram a vitória da Chape por 1 a 0 e a permanência na Série A de 2019.